# Stazione di Gyeyang
Gyeyang (계양역 - 桂陽驛, Gyeyang-yeok ) è una stazione della metropolitana di Incheon in Corea del Sud che offre l'interscambio con la linea AREX per l'aeroporto di Incheon. La stazione si trova nel quartiere di Gyeyang-gu a Incheon.

## Linee
Metropolitana di Incheon
● Linea 1 (Codice: I110)
Korail
■ AREX (Codice: A06)

## Struttura
La stazione dispone di due fabbricati viaggiatori interrati e collegati fra loro, uno per la linea 5, e uno per le linee 9 e AREX.

### Stazione Linea 1
Due banchine laterali con binari passanti al centro e porte di banchina
| Direzione Gyeyang | ● Linea 1 | solo discesa (capolinea)                                            |
| Direzione IBD     | ● Linea 1 | per Bupyeong, Municipio, Dongchun e International Business District |

### Stazione AREX
Per favorire un migliore interscambio fra le due linee, esse condividono pressoché gli stessi binari. Sono presenti 3 binari su due piani, divisi per direzione (est e ovest). Entrambe le linee dispongono di porte di banchina.
| 1 | ■ AREX | per Geomam, Unseo e Incheon Aeroporto            |
| 2 | ■ AREX | per Gimpo Aeroporto, Magongnaru, Gongdeok e Seul |

## Stazioni adiacenti
| «               | Servizio | »         |
| Linea 1         | Linea 1  | Linea 1   |
| --------------- | -------- | --------- |
| Capolinea       | -        | Gyulhyeon |
| Linea AREX      |          |           |
| Gimpo Aeroporto | -        | Geomam    |